# Тангштедт
Тангштедт (нім. Tangstedt) — громада в Німеччині, розташована в землі Шлезвіг-Гольштейн. Входить до складу району Штормарн. Складова частина об'єднання громад Іцштедт.
Площа — 39,86 км2. Населення становить 6456 ос. (станом на 31 грудня 2020).